# Double Byte Char String
Double Byte Char String (DBCS) est une chaîne de caractères dont les éléments sont codés sur deux octets, par exemple pour stocker du texte dans une langue asiatique utilisant des idéogrammes. Principe normalisé proprement dans Unicode.

## Controverse
Le terme DBCS est utilisé par certains[Qui ?] pour désigner les encodages UTF-16 et UTF-8 alors que, pour d'autres[Qui ?], DBCS fait référence à des pages de code pré-unicode qui utilisent plus d'un octet par caractère . Shift-JIS, GB2312 et Big5 sont quelques pages de code qui peuvent contenir plus d'un octet par caractère, mais l'utilisation du terme DBCS pour ces pages de code est incorrecte parce qu'il s'agit en fait de MBCS (MultiByte Character Sets). Certains ordinateurs centraux (mainframes) IBM ont de vraies pages de code DBCS, qui ne contiennent que la partie double octet des pages de code multi octets.